# The Last Song (canção de Elton John)
The Last Song é uma canção composta melodicamente e interpretada por Elton John e a letra é assinada por Bernie Taupin, lançada no ano de 1992.

## A canção
A canção, última faixa do álbum original (a famosa The One, de 1992), é expressamente dedicada a Ryan White, um jovem vítima de Síndrome da imunodeficiência adquirida (AIDS). O texto de Bernie (que em tradução para a língua portuguesa significa literalmente A Última Canção), permanecendo no assunto, traça a história de um menino soropositivo, agora moribundo, que recebe uma última e inesperada visita de seu pai. 
A letra de Bernie Taupin, pungente e melancólico, mostra Elton John reproduzindo essa tensão nos teclados. Guy Babylon também toca teclado, enquanto Davey Johnstone está presente no violão. Pino Palladino participa no baixo.
The Last Song, lançado como single em 6 de outubro de 1992, alcançou a 21ª posição no Reino Unido e a 23ª nos Estados Unidos, enquanto no Canadá alcançou a sétima posição. Os rendimentos das vendas deste single foram doados ao fundo Ryan White do hospital de Riley. The Last Song também foi usada como tema principal de uma montagem de fotografias de vítimas da AIDS (incluindo Ryan White) no final do filme And the Band Played On de Roger Spottiswoode.

## Faixas
Single 7” (Reino Unido)
1. “The Last Song”
2. “The Man Who Never Died” (remix)

Single em CD (Reino Unido, promo)
1. “The Last Song” — 3:21

Single em CD (Reino Unido)
1. “The Last Song” - 3:18
2. “The Man Who Never Died” (remix) - 6:52
3. “Song for Guy” (remix) - 8:28

Single em CD (Reino Unido)
1. “The Last Song” - 3:18
2. “Are You Ready for Love” - 8:31
3. “Three Way Love Affair” - 5:31
4. “Mama Can't Buy You Love” - 4:03

Single em CD (Estados Unidos, promo)
1. “The Last Song” — 3:18

## Formação
- Elton John: vocal, teclado
- Olle Romo: bateria
- Davey Johnstone: guitarra
- Guy Babylon: teclado
- Pino Palladino: baixo